# Corps Palatia Gießen
Das Corps Palatia Gießen war eine Studentenverbindung an der Hessischen Ludwigs-Universität.

## Geschichte
Palatia ging aus der nach dem Frankfurter Wachensturm aufgelösten Gießener Burschenschaft hervor und wurde gegen Zusicherung der Aufhebung der gegenseitigen Verrufserklärungen am 31. Mai 1833 in den Gießener Senioren-Convent (SC) aufgenommen, der damit aus den vier Corps Hassia, Starkenburgia, Rhenania und Palatia bestand.
Die Farben der Palatia waren grün-rot-gold, die an die Stelle der verbotenen burschenschaftlichen Farben Schwarz-Rot-Gold traten. Der gewählte Name war kein landsmannschaftlicher – die meisten Mitglieder stammten aus Darmstadt –, sondern eine Reminiszenz an das Hambacher Fest und die Freiheitsbewegung in der Pfalz. Name und Satzung sollen dem im November 1831 gestifteten Corps Palatia (II) in Heidelberg entlehnt worden sein.
Während sich eine Minderheit innerhalb des Corps, zu der auch der spätere Paulskirchen-Abgeordnete Carl Vogt gehörte, von revolutionären Zielsetzungen abwandte, hielten etwa zwei Drittel in alter burschenschaftlicher Tradition an den politischen Forderungen fest, und gerieten damit in Gegensatz zu den altlandsmannschaftlichen Corps Hassia und Rhenania. Tätliche Auseinandersetzungen nach dem Holzkomment zwischen beiden Parteien am 21. Februar 1834 führten zur Auflösung des Corps, um einer behördlichen Untersuchung zu entgehen. Trotzdem leitete das Großherzogliche Universitätsgericht auf der Grundlage der Anfang 1834 unter Kanzler Justin von Linde erlassenen neuen Disziplinarstatuten ein Verfahren ein. 80 Burschenschafter, Starkenburger und Pfälzer wurden am 9. Dezember 1836 freigesprochen, gegen sieben Angeklagte wurde auf Fortsetzung der Untersuchung erkannt. Erst 1837 wurden die Prozesse wegen Teilnahme an der Palatia endgültig eingestellt.
Besondere Bedeutung erlangte das Corps durch die Beziehungen mehrerer seiner Mitglieder zu Georg Büchner, der im gleichen Zeitraum an der Gießener Universität immatrikuliert war. Mit Ausnahme von August Becker und Büchners Schulfreund Hermann Wiener waren sämtliche studentischen Mitglieder der beiden Sektionen der von Bücher gegründeten Gesellschaft für Menschenrechte zugleich Mitglied des Corps Palatia, darunter Franz Josef Amand Appiano, Hermann Trapp und Ludwig Christian Becker. Die Pfälzer Gustav Clemm und Karl Minnigerode wirkten bei der Verteilung des Hessischen Landboten mit, Clemm war derjenige, der durch seine Aussagen vor Gericht Büchners Agitation später publik machte.
Trotz ihrer kurzen Bestandsdauer spielte Palatia damit für die Geschichte der Universität Gießen in der Zeit des Vormärz eine wichtige Rolle und war von nachhaltiger Bedeutung auch für die spätere Entwicklung des Gießener SC. Als Nachfolger gilt das 1839 gestiftete Corps Teutonia, das die Farben und die Constitution der Palatia übernahm und in seiner progressistischen Ausrichtung bis 1849 ganz in der Tradition der Palatia stand.

## Bekannte Mitglieder
| Name                            | Lebensdaten | Tätigkeit | Bild                           |
| ------------------------------- | ----------- | --- | ------------------------------ |
| Gustav Baur                     | 1816–1889   | Ev. Theologe | Gustav Baur                    |
| Ludwig Christian Becker         | 1808–1861   | Revolutionär und Mitverschworener Georg Büchners                                                                                          |                                |
| Christian Gustav Clemm          | 1814–1866   | Chemiker | Gustav Clemm                   |
| Georg Geilfus                   | 1815–1891   | deutsch-schweizerischer Pädagoge |                                |
| Johann Baptist Müller-Melchiors | 1815–1872   | Abgeordneter der 2. Kammer der Landstände des Großherzogtums Hessen                                                                       |                                |
| Karl Minnigerode                | 1814–1894   | Mitverschworener Georg Büchners, Prediger der Episkopalkirche in Richmond (Virginia)                                                      |                                |
| Ernst Elias Niebergall          | 1815–1843   | Schriftsteller |                                |
| Ludwig Rosenstiel               | 1806–1863   | Revolutionär |                                |
| Carl Vogt                       | 1817–1895   | deutsch-schweizerischer Naturwissenschaftler und Demokrat, Professor für Zoologie in Gießen, Mitglied der Frankfurter Nationalversammlung | Carl Vogt                      |
| Ludwig Franz Alexander Winther  | 1812–1871   | Professor für Pathologie in Gießen | Ludwig Franz Alexander Winther |

Mitgliederverzeichnisse:
- Kösener Korpslisten 1910, 55.
- Paul Wentzcke: Burschenschafterlisten. Zweiter Band: Hans Schneider und Georg Lehnert: Gießen – Die Gießener Burschenschaft 1814 bis 1936. Görlitz 1942, K. Palatia.